# 디오슈죄르 VTK
디오슈죄르 VTK(헝가리어: Diósgyőri VTK 디오슈죄리 베테카[*])는 미슈콜츠를 연고로 하는 헝가리의 축구 팀이다. 이 팀은 1910년에 창립했으며 현재는 넴제티 버이녹샤그 I에 출전하고 있다.

## 선수 명단

### 현역
참고: FIFA 자격 규정에 따라 소속된 국가대표팀 국기를 표시합니다. 선수는 복수의 FIFA 비회원국 국적을 가지고 있을 수 있습니다.
| 번호 | 포지션 | 국적       | 이름            |
| ---- | ------ | ---------- | --------------- |
| 7    | FW     | 몬테네그로 | 마르코 라코냑   |
| 17   | FW     |            | 엘톤 아콜라체   |
| 26   | DF     | 세르비아   | 우로스 드레지치 |

| 번호 | 포지션 | 국적       | 이름             |
| ---- | ------ | ---------- | ---------------- |
| 94   | FW     | 슬로베니아 | 루디 포젝 반차쉬 |

## 역대 감독
| 감독            | 임기        |
| --------------- | ----------- |
| 키프리치 요제프 | 2004        |
| 조란 쿤티치     | 2005 ~ 2006 |
| 센테시 라자르   | 2012 ~ 2013 |